# Parakiefferiella tenuilobata
Parakiefferiella tenuilobata är en tvåvingeart som beskrevs av Caspers och Reiss 1989. Parakiefferiella tenuilobata ingår i släktet Parakiefferiella och familjen fjädermyggor.
Artens utbredningsområde är Turkiet. Inga underarter finns listade i Catalogue of Life.